# (4841) Manjiro
(4841) Manjiro ist ein Asteroid des Hauptgürtels, der am 28. Oktober 1989 vom japanischen Amateurastronomen Tsutomu Seki am Geisei-Observatorium (IAU-Code 372) in Geisei in der Präfektur Kōchi entdeckt wurde.
Der Asteroid ist nach dem japanischen Beamten und Übersetzer Nakahama Manjirō (1827–1898) benannt.